# Partido Americano da Solidariedade
O Partido Americano da Solidariedade (American Solidarity Party - ASP) é um partido democrata cristão nos Estados Unidos. Foi fundado em 2011 e oficialmente incorporado em 2016.  O ASP é um partido menor, sem representantes eleitos quer a nível nacional ou estadual, Brian T. Carroll foi o candidato do partido nas eleições presidenciais de 2020 . 
O ASP incentiva o desenvolvimento social baseado na subsidiariedade, com ênfase na "importância de famílias fortes, comunidades locais e associações voluntárias".  Possui também têm uma política declarada de defesa da liberdade religiosa.  O Partido da Solidariedade Americana é favorável a uma economia social de mercado  e busca "participação económica e propriedade generalizadas" por meio do apoio a pequenas empresas. Eles também pedem o fornecimento de uma rede de segurança social.   Para promover a proteção ambiental e a sustentabilidade, a plataforma ASP exige conservação e uma transição para fontes mais renováveis de energia, rejeitando medidas de controle populacional.

## Eleições presidenciais de 2020
Nas eleições presidenciais de 2020 nos EUA, Brian Carroll, Joe Schriner e Joshua Perkins anunciaram as suas candidaturas para a indicação da ASP. Carroll foi declarado vencedor da indicação em setembro de 2019.  